# 데이비드 아데앙

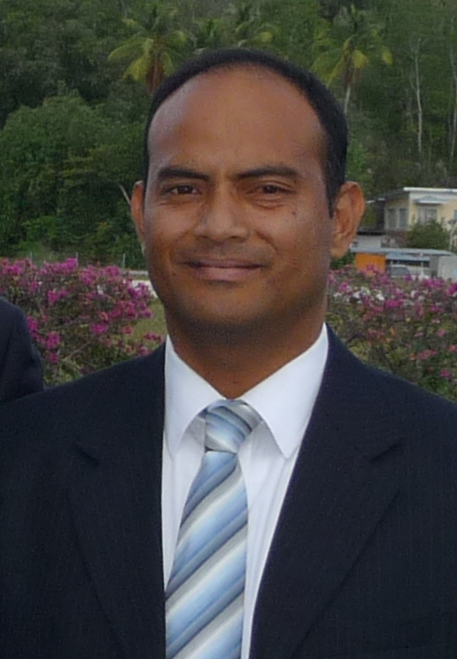
2012년 모습

데이비드 아데앙(David Adeang, 본명: 데이비드 라니복 와이아우 아데앙, David Ranibok Waiau Adeang, 1969년 11월 24일~)은 나우루의 정치인이자 현재 나우루의 대통령으로 재직하고 있다. 아데앙은 전 나우루 의회 의장이자 재무 및 법무부 장관이자 나우루 대통령 보좌관을 역임했다.

## 2007년의 발전
아데앙은 2007년 8월 국회의원 선거에서 쉽게 재선되었다. 그는 4석을 선출하는 우베니데 선거구에서 가장 많은 표를 얻었다.